# Contrerime
Die Contrerime ist eine besondere Form des französischen Vierzeilers. Diese Strophenform verbindet umarmenden Reim (abba) und gekreuzte Metrik (8 Silben, 6 Silben, 8 Silben, 6 Silben). Daraus entsteht eine gezielte Asymmetrie. Die französische Originalbezeichnung könnte man deshalb treffend als „Querzeiler“ übersetzen.
Ihren Namen gab der Contrerime Paul-Jean Toulet. Paul-Jean Toulet (1867–1920) ist als französischer Dichter für deren lyrische Form bekannt, weil er sie eigens herausgebildet hatte.
Unter Toulets Nachfolgern haben sich Francis Carco und Tristan Derème in einer jungen Autorengruppe zwar dessen Werk zum Vorbild genommen. Die sich selbst „Fantaisistes“ nennenden Autoren haben aber nur selten Contrerimes geschaffen. Toulets Contrerimes wurden in verschiedenen Zeitschriften veröffentlicht, fanden Eingang in seine Romane; erst 1916 wurden sie bewusst gesammelt, einige Monate nach seinem Tod dann ediert.

## Beispiel
Ce n'est pas drôle de mourir

Et d'aimer tant de choses :

La nuit bleue et les matins roses,

Les fruits lents à mûrir…
sinngemäß auf Deutsch:
Kein Glück ist, hundert Dinge lieb

zu haben und zu sterben:

Früchte, die sich allmählich färben,

den Frost, den Frühlingstrieb…
Vor Toulet wurde diese Strophe äußerst selten verwendet. Wiederzufinden ist sie aber auch bei Leconte de Lisle, Le Manchy:
Sous un nuage frais de claire mousseline,

Tous les dimanches au matin,

Tu venais à la ville en manchy de rotin,

Par les rampes de la colline.